# Incidente ferroviario tra Andria e Corato
L'incidente ferroviario tra Andria e Corato è stato un incidente ferroviario avvenuto il 12 luglio 2016 nelle campagne tra la stazione di Andria e la stazione di Corato, al km 51 della ferrovia Bari-Barletta.
Una collisione frontale fra due treni della società Ferrotramviaria ha causato la morte di 23 persone e il ferimento di 58 passeggeri. Si è trattato del più grave disastro ferroviario mai avvenuto in Puglia.
Le cause dell'incidente sono state attribuite ad errori umani nella gestione del traffico ferroviario e degli incroci, oltre che, in via indiretta, alla riscontrata consuetudine del personale ferroviario di procedere in modo non allineato a regolamenti e disposizioni, al fatto di legare la sicurezza ferroviaria unicamente al fattore umano, alla mancanza di formazione del personale e al mancato controllo sul comportamento del personale.

## Contesto
La ferrovia Bari-Barletta, inaugurata nel 1965 e da allora gestita dalla società privata Ferrotramviaria sia per quanto riguarda l'infrastruttura che per i servizi ferroviari, è una linea a scartamento ordinario di 1435 mm, lunga 70 km e con elettrificazione tramite linea aerea di contatto a 3000 V in corrente continua, che collega Bari, capoluogo della regione Puglia, con la città di Barletta, attraverso un percorso che attraversa numerosi centri dell'entroterra pugliese (Barletta e Bari sono collegate anche dalla ferrovia Pescara-Bari, che corre lungo la costa adriatica). Dal 1990 la linea è stata oggetto di lavori di ammodernamento, con il raddoppio del binario tra le stazioni di Fesca-San Girolamo e di Ruvo di Puglia, tratta lunga circa 33 km, mentre per i restanti 37 km è rimasta a binario unico. L'incidente è avvenuto al km 51, nella parte a binario unico in cui vige il regime di circolazione mediante blocco telefonico, che prevede che ogni capostazione, prima di autorizzare la partenza di un treno in attesa nella sua stazione, richieda ed ottenga il "via libera" contattando telefonicamente il capostazione della stazione in cui il treno dovrà effettuare la fermata successiva e trascriva il consenso ottenuto su un apposito registro.
Nel tratto a binario unico in questione, all'epoca dell'incidente, l'orario ferroviario prevedeva la circolazione di 62 treni al giorno (31 per ogni direzione di marcia, con una cadenza media di 20 minuti tra una partenza e l'altra). Generalmente l'incrocio dei treni circolanti in direzioni opposte avveniva nella stazione di Andria.
In Italia il 90% dei circa 3000 km di linee ferroviarie regionali è a binario unico, percentuale che scende al 60% per i 16000 km di rete gestiti da Rete Ferroviaria Italiana (RFI).
Il distanziamento dei treni tramite consenso telefonico (blocco telefonico) è considerato una procedura sicura ma maggiormente a rischio rispetto ad altri sistemi di blocco ferroviario, in quanto si affida esclusivamente alla comunicazione umana; nonostante questo sulla ferrovia Bari-Barletta non si era mai verificato alcun incidente degno di nota in 51 anni di esercizio. Il blocco telefonico è un sistema di distanziamento ancora in uso sulle linee ferroviarie di tutto il mondo. Sulle linee gestite da RFI in Italia è previsto dalle norme che venga utilizzato in caso di guasto ad uno qualsiasi dei sistemi di blocco normalmente in uso. 
Il sistema di sicurezza e controllo SCMT, non presente nella tratta interessata ed all'epoca non obbligatorio sulle ferrovie non gestite da RFI, non avrebbe potuto evitare in nessun modo il verificarsi dell'evento, in quanto non influisce sul distanziamento dei treni ed il suo ruolo è solamente quello di impedire (azionando la frenatura di emergenza) che i macchinisti non rispettino i limiti di velocità e le prescrizioni impartite ai treni dai segnali ferroviari, segnali che, in questo caso, sarebbero comunque stati disposti in modo tale da portare i due convogli alla collisione dal sistema di blocco telefonico. 

### Precedenti episodi
Il 21 ottobre 2014 si verificò un episodio praticamente identico, con due treni che si trovarono a transitare contemporaneamente sulla stessa tratta (Andria-Corato) in versi opposti, a causa di un segnale di via libera concesso dal capostazione di Andria senza aver ottenuto il consenso da parte del collega di Corato. Siccome si trattò di un episodio senza conseguenze, in quanto ci si accorse dell'errore commesso ed i treni vennero fermati in tempo, esso venne classificato come "inconveniente" e non venne comunicato all'USTIF, che, secondo la normativa vigente all'epoca, era da ritenere competente a ricevere segnalazioni solo su "incidenti". L'episodio del 2014 ebbe quindi solo conseguenze sanzionatorie interne, ma «avrebbe potuto far emergere alcune delle criticità che si sono poi ripresentate in occasione dell'incidente del 2016, consentendo all'azienda di dare origine a un processo di apprendimento organizzativo finalizzato al miglioramento continuo della sicurezza».
Episodi simili, con la circolazione simultanea di due treni in direzioni opposte lungo un tracciato a binario singolo, si erano verificati anche nel 2007 in Sardegna, nel 2012 in Friuli e nel 2014 in Calabria.

## Dinamica dell'incidente

Orario grafico dei treni coinvolti

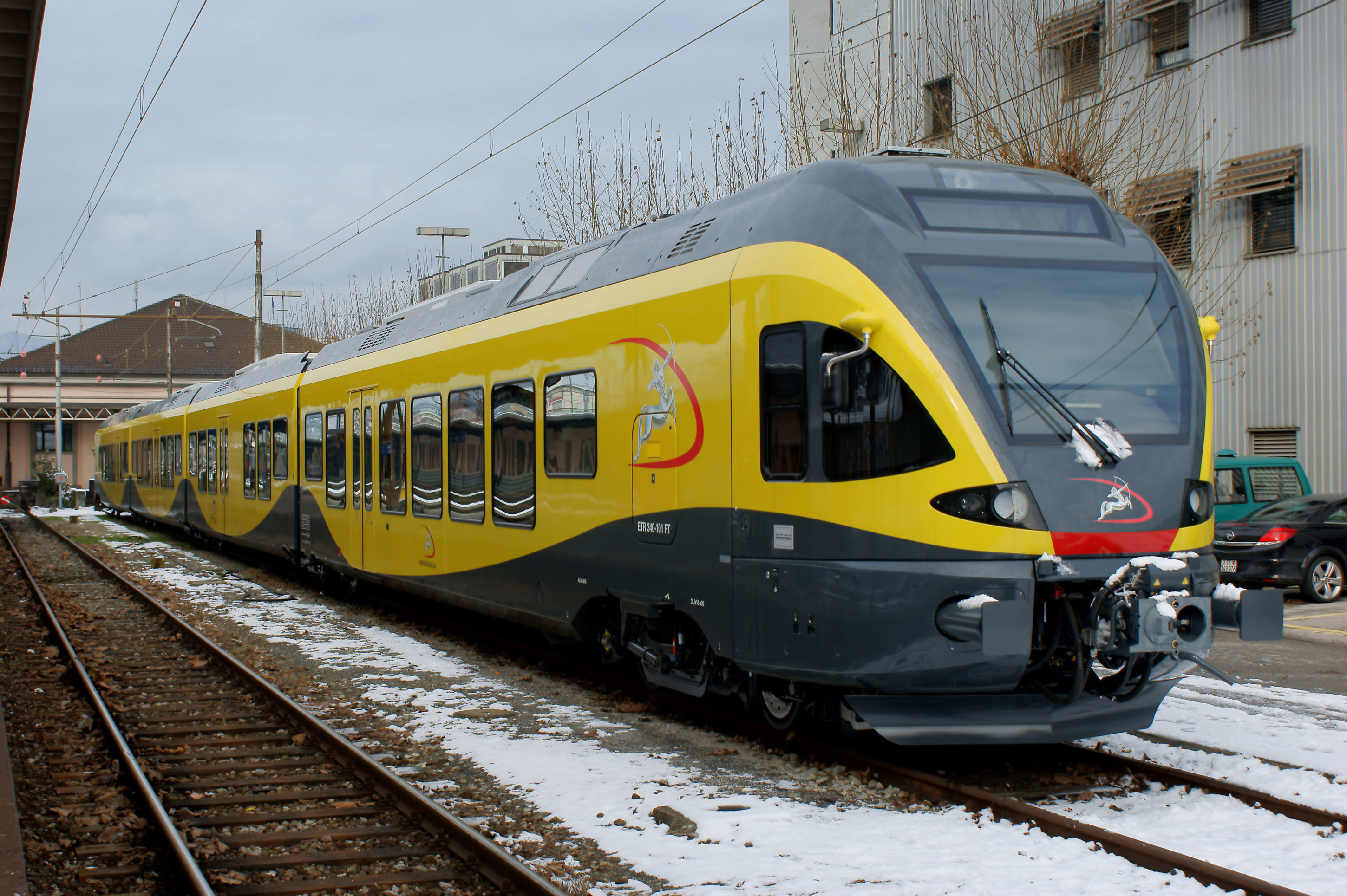
Uno Stadler FLIRT della Ferrotramviaria uguale a quello coinvolto nell'incidente

La collisione è avvenuta alle ore 11:05 (inizialmente si riteneva fosse avvenuta alle 11:38) della giornata di martedì 12 luglio 2016, nella campagna andriese, in mezzo agli uliveti. Sono stati coinvolti due elettrotreni: uno Stadler FLIRT ETR 340 (matricola ETR.341), che effettuava il servizio ET1016, e un Alstom Coradia ELT 200, che stava svolgendo il servizio ET1021, entrambi di proprietà di Ferrotramviaria e composti da quattro carrozze. I treni stavano viaggiando a velocità comprese tra 94 e 101 km (inferiori alla velocità massima consentita in tale tratto di linea, pari a 110 km/h) in direzioni opposte, l'ET1021 verso sud-est, proveniente da Andria, l'ET1016 verso nord-ovest, proveniente da Corato, sulla linea ferroviaria Bari-Barletta. L'incidente si è verificato su una curva affiancata da uliveti, motivo per cui i macchinisti non hanno avuto nessuna possibilità di avvistamento reciproco (ciò avrebbe almeno permesso di attivare la frenatura di emergenza e tentare di evitare la collisione). Le prime due carrozze e la parte anteriore della terza dell'ET1021 e la prima carrozza dell'ET1016 si sono totalmente disintegrate nello scontro, mentre la seconda carrozza dell'ET1016 è deragliata riportando ingenti danni. L'ultima carrozza dell'ET1021 e le rimanenti due dell'ET1016 sono rimaste sui binari quasi intatte.
Le condizioni meteorologiche al momento dello scontro erano buone: il cielo era sereno ed il clima molto caldo e umido.

## Vittime e soccorsi
A bordo dei due convogli erano presenti 84 persone, tra cui vi erano quattro dipendenti della società ferroviaria. Il bilancio dell'incidente è stato di 23 persone decedute e 58 ferite. Hanno perso la vita nell'incidente i macchinisti di entrambi i convogli, il capotreno del treno ET1016, un Dirigente di Movimento fuori servizio e 19 passeggeri dei treni. A causa dell'incidente ha perso la vita anche un agricoltore, Giuseppe Acquaviva, che stava potando un ulivo di sua proprietà nelle immediate adiacenze del luogo dello scontro ed è stato colpito dai rottami.
Le operazioni di soccorso sono state complicate dalla mancanza di una strada di accesso al luogo dell'incidente; in seguito è stato allestito un ospedale da campo, mentre alcuni dei feriti sono stati trasportati in elicottero agli ospedali vicini. Le autorità sanitarie hanno lanciato un appello a donare il sangue, che è stato raccolto nei presidi trasfusionali della Puglia.

## Inchieste
A seguito dell'incidente, la procura di Trani ha aperto un'indagine ipotizzando i reati di disastro ferroviario ed omicidio colposo plurimo.
Anche la Direzione generale per le investigazioni ferroviarie e marittime del Ministero delle infrastrutture e dei trasporti ha avviato un'indagine. La relazione conclusiva dell'investigazione ha rilevato che la contemporanea occupazione della tratta a binario singolo Andria-Corato da parte dei due treni è stata dovuta alla concatenazione di diversi fattori, ognuno dei quali, se si fosse manifestato singolarmente, non sarebbe stato sufficiente a causare l'incidente. In via diretta sono stati riscontrati errori nella gestione del traffico da parte dei due capistazione e nella gestione degli incroci da parte del personale di bordo. Peraltro, ulteriori cause indirette sono state individuate nella messa in atto di procedure, finalizzate all'effettuazione di un treno supplementare, non previste dal regolamento e che non rispettavano il protocollo di circolazione, nei frequenti e continui accessi di persone non autorizzate negli ambienti di lavoro dei capistazione, nella dipendenza dal fattore umano del livello di sicurezza del regime di blocco telefonico, nella presenza di tratti di linea con differenti caratteristiche, nella inefficace formazione del personale aziendale (conoscenza dei regolamenti non sufficiente e adozione abituale di procedure informali) e nella limitata efficacia dei controlli sull'operato del personale. La commissione d'inchiesta ministeriale ha infine preso atto che, al momento dell'incidente, la Direttiva 2004/49/CE inerente alla sicurezza ferroviaria non era correttamente recepita a livello nazionale, consentendo deroghe alle ferrovie regionali: tale carenza normativa ha posto le basi per la mancata adozione di efficaci azioni mitigative del rischio da parte del gestore, incluso un sistema di gestione della sicurezza.
Nel giugno 2023 il tribunale di Trani ha emesso la prima sentenza, condannando due imputati e assolvendo gli altri quattordici.

## Conseguenze
Come spesso accade a seguito di incidenti gravi, nei giorni seguenti al fatto sono stati emanati diversi provvedimenti normativi, che hanno portato all'immediata applicazione del decreto legislativo n. 162/2007 (che recepisce la Direttiva 2004/49/CE inerente alla sicurezza ferroviaria) anche alle reti ferroviarie regionali, imponendo a gestori e imprese di disporre di un sistema di gestione della sicurezza ed ottenere l'autorizzazione di sicurezza. Inoltre, è stata estesa la competenza dell'Agenzia nazionale per la sicurezza delle ferrovie anche alle reti regionali.
La commissione nominata dalla Direzione generale per le investigazioni ferroviarie e marittime ha inoltre emanato una serie di raccomandazioni per aumentare la mitigazione del rischio di incidente ferroviario.